# Augustus z Prima Porty
Augustus z Prima Porty (italsky Augusto di Prima Porta) je název 2,03 m vysoké mramorové sochy císaře Augusta, která byla objevena 20. dubna 1863 v Liviině vile. Tato socha je nyní vystavena v novém křídlu (Braccio Nuovo) Vatikánského muzea.

## Popis
Augustus, první římský císař, je zobrazen jako velitel, je oblečen v armádní výzbroji. Socha působí i díky svému kontrapostu velmi dynamicky a je naturalisticky zpracována. Augustův obličej i jeho tělo sochaři zřejmě idealizovali, v době vytvoření sochy byl starší. Na hrudi má císař motiv vítězství Římanů nad Parthy. Socha byla původně barevná. U nohou císaře se nachází cupid, tedy bůh římské mytologie, působící jako andělíček.

## Originál
Doba vzniku této sochy není známá. Podle některých historiků se jedná o kopii originální bronzové sochy. Sochař původní sochy mohl být Řek. Originální socha byla věnována Senátem Augustovi spolu s dalšími vysokými poctami v roce 20 př. n. l. Mramorová kopie, kterou dnes známe, byla nalezena ve vile jeho manželky Livie.